# Garwer Peters
Garwer Peters  (Groningen, ? - aldaar, 1629) was een Noord-Nederlands ingenieur en bouwkundige uit het begin van de zeventiende eeuw. Hij was betrokken bij de versterking van fortificaties aan de zuidkant van de stad Groningen en de grote stadsuitbreiding aan de noordkant. Daarnaast was hij glazenier en architect. Veel van zijn werk is in de loop der jaren verdwenen, een beperkt deel is bewaard gebleven. Peters was van  1623 tot aan zijn dood in 1627 stadsbouwmeester van Groningen.

## Leven
De geboortedatum van Peters is onbekend. In 1557 wordt het burgerrecht van de stad verleend aan ene Peter Garwertz, hetgeen zijn vader geweest kan zijn. De oudste vermelding van Peters zelf dateert uit 1586 als hij vier carolusguldens ontvangt van het stadsbestuur voor het ontwerp van Groninger munten. Twee jaar later ontvangt Garwer samen met zijn broer Johan het gilderecht waarbij beiden worden aangeduid als glazenmaker. Hij zal derhalve rond 1560 geboren zijn. Hij is gehuwd geweest maar heeft geen kinderen achtergelaten.
In 1617 wordt hij genoemd als opzichter van de fortificatiewerkzaamheden en ontvangt dan een verhoging van zijn traktement van 400 naar 600 gulden. Later wordt hij aangeduid als stadsingenieur en fabriekmeester. In 1623 wordt hij na het overlijden van stadsbouwmeester Jacob Jacobs benoemd tot diens opvolger. Hij wordt daarbij ontslagen uit zijn oude functie maar ontving wel een toeslag op het traktement van de stadsbouwmeester dat slechts 400 gulden bedroeg. In 1626 wordt hij door de provincie benoemd tot ingenieur van de provincie. Peters overlijdt in 1629.

## Werk
Peters was een zeer veelzijdig man. Van zijn werk als glazenier is onder meer het ontwerp voor een gebrandschilderd raam in de Der Aa-kerk  bewaard gebleven. Hij was tevens cartograaf. Hij is verantwoordelijk voor een kaart van de Stad en Stadstafel, Gorecht, de Oldambten en de Dollard in opdracht van het stadsbestuur. Daarnaast was hij betrokken bij onderzoek en aanleg van sluizen en waterwegen, onder meer de sluis in Termunterzijl en een kanaal naar Muntendam. Hij is ook bekend als de ontwerper van de Prinsentuin, een opdracht van de provincie.

### Fortificaties

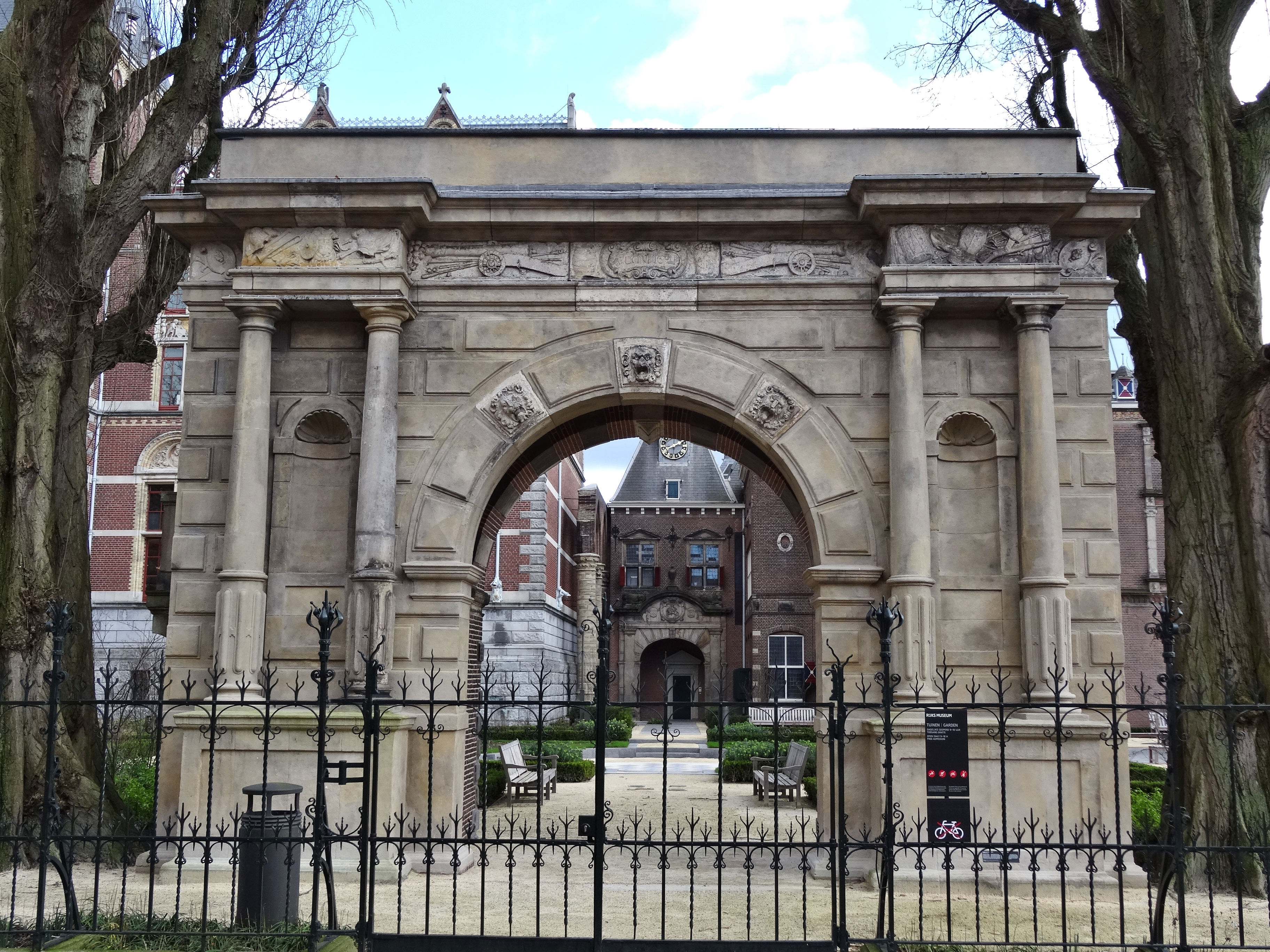
De Herepoort, thans in de tuin van het Rijksmuseum

Wellicht zijn voornaamste betekenis ligt in zijn werk als vestingbouwkundige. Hij was verantwoordelijk voor de aanleg van de nieuwe fortificaties aan de zuidkant van Groningen en had een groot aandeel in de aanleg van de uitleg  aan de noord- en oostkant van de stad.
De stad was aan de zuidkant kwetsbaar door de schade ontstaan tijdens de belegering en inname in 1594. De Republiek onderkende dit, maar wilde tevens een mogelijkheid om de stad te kunnen controleren. Dat leidde tot en plan waarbij er zowel een dwangburcht als nieuwe fortificatie zou komen. Het realiseren van een dwangburcht blijkt echter moeilijker dan gedacht. Dat leidde tot een initiatief vanuit de stad waarbij Peters gevraagd werd de bestaande plannen aan te passen en te verbeteren. In 1612 ging Den Haag akkoord met deze plannen en werd Peters aangesteld als opzichter der fortificatiën.
In 1614 kreeg Peters van het stadsbestuur de opdracht om een bestek te maken voor de fortificatiewerkzaamheden aan de west-, noord- en oostkant van de stad. In relatie hiermee werd zijn traktement verhoogd. Hij werd vervolgens ook belast met het toezicht op de uitvoering, waarbij zijn traktement werd verhoogd.
Als onderdeel van deze werkzaamheden werden nieuwe stadspoorten ontworpen en gebouwd. De meeste daarvan werden door Peters ontworpen. Alle poorten zijn inmiddels uit de stad verdwenen, enkel de Herepoort, ook ontworpen door Peters, heeft de ontmanteling overleefd, maar staat tegenwoordig in de tuin van het Rijksmuseum in Amsterdam.

### Uitleg

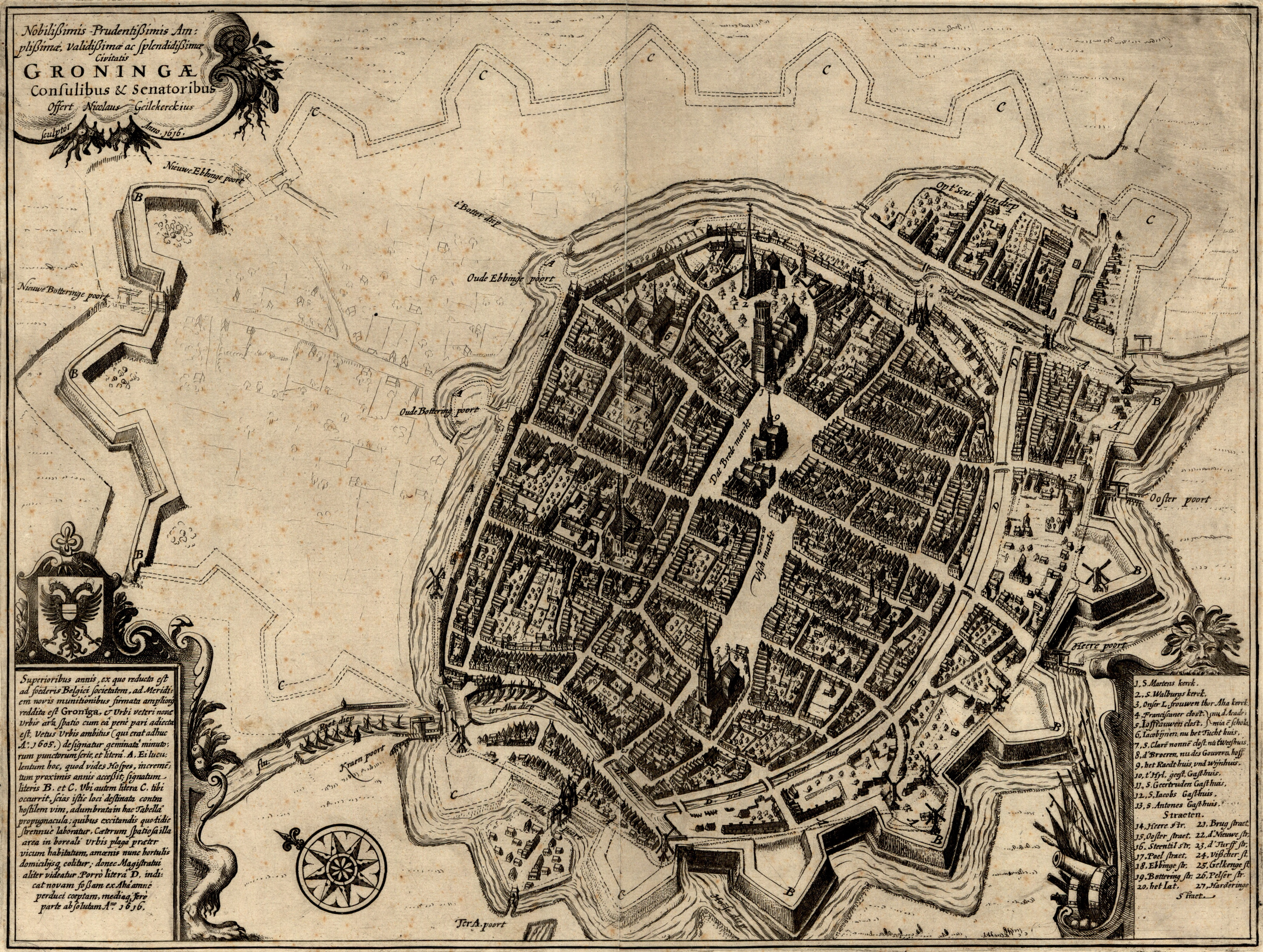
De uitleg op de kaart van Geelkerken

De aanleg van de fortificaties aan de noord- en oostzijde van de stad had niet alleen een militaire reden. De stad was binnen de bestaande muren vrijwel volgebouwd terwijl het stadsbestuur verwachtte dat er een periode van grote bloei aan stond te komen. De uitleg was daarom vooral bedoeld om de groei mogelijk te maken.
Dat Peters een grote rol heeft gespeeld bij het ontwerp en uitvoering van de uitleg in de periode 1617-1624 staat vast. Minder duidelijk is wat precies zijn rol is geweest. Met name de vraag of hij ook de ontwerper is van de uitleg is niet eenduidig te beantwoorden. De uitleg van Groningen vertoont opvallende overeenkomsten met het ontwerp van de nieuwe stad Christianshavn  in Denemarken. Die stad werd ontworpen door Johan Sems. Sems was in 1614 benoemd tot landmeter van de provincie en had zich in 1615 in Groningen gevestigd. Hij werd echter vrij snel daarna door de Deense koning aangezocht als ingenieur voor Denemarken en zal toen naar dat land vertrokken zijn. Na het overlijden van Peters werd Sems benoemd als zijn opvolger als ingenieur van de provincie.
Van Essen wijst op de vorm van het stedenbouwkundig plan voor de uitleg die laat vermoeden dat de ontwerper bekend moet zijn geweest met de op dat moment nieuwste ideeën omtrent stedenbouw. Daarbij merkt zij op dat hoewel van Peters niet bekend is of en waar hij een ingenieursopleiding heeft genoten, hij veel overleg heeft gehad met prins Maurits en diens ingenieurs en dat daarom mag worden aangenomen dat Peters bekend was met die ideeën. Het is daarom zeer goed mogelijk dat Peters ook de ontwerper is van het plan van uitleg.
Vaststaat in ieder geval dat Peters in de nieuwe stad verschillende bouwwerken heeft ontworpen.

### Architect

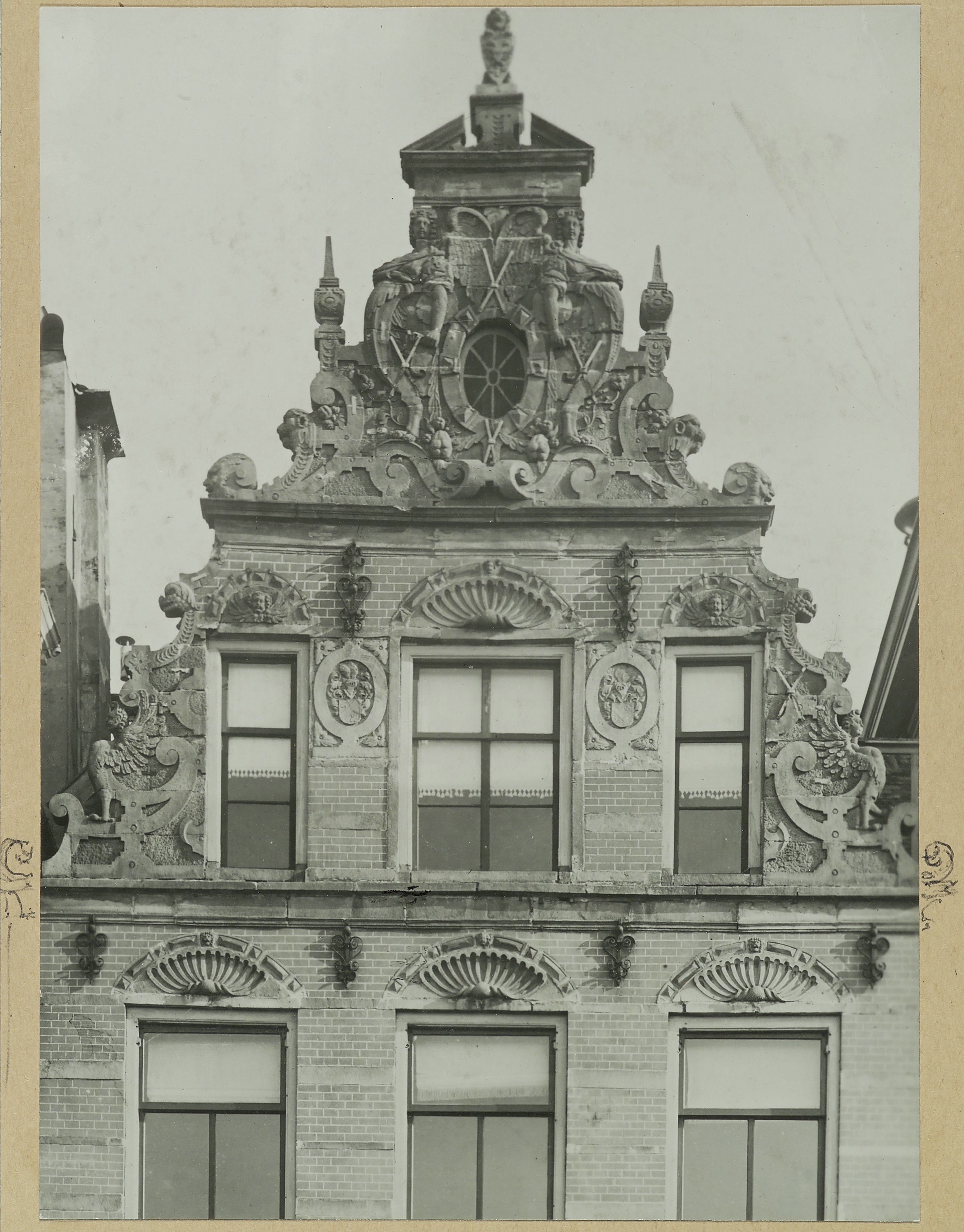
Topgevel van Huis Panser voor de oorlog

Veel bouwwerken uit het begin van de zeventiende eeuw worden aan Peters toegeschreven. Daarbij geldt dat maar van weinig werken echt vaststaat dat Peters de architect is. Het toeschrijven aan Peters is vaak gebaseerd op overeenkomsten in de topgevels. Het oudste voorbeeld daarvan is het Huis Panser dat tot 1945 aan de oostzijde van de Grote Markt stond, direct naast het Scholtenhuis.
De topgevel van dit huis is na de oorlog toegevoegd aan de zuidzijde van het Goudkantoor. Het kenmerkende is de topgevel bestaande uit een middenmedaillon ruggelings geflankeerd door twee gevleugelde vrouwenfiguren. Deze topgevel is in aangepaste vorm terug te vinden in het pand Ossenmarkt 5, dat voornamelijk daarom aan Peters wordt toegeschreven. Vergelijkbare panden hebben gestaan aan de Oosterstraat, het zogenaamde Zerkenhuis, gesloopt in de 19e eeuw en het Bontehuis aan de Vismarkt op de hoek met de Pelsterstraat.
Het motief van de topgevels is in aangepaste vorm ook terug te vinden in de poortjes die Peters ontwierp. Vier daarvan stonden ooit op de hoekpunten van het Nieuwe Kerkhof, maar zijn alle vier inmiddels verdwenen. Hetzelfde lot onderging zijn toegangspoort tot de Academie. Nog wel aanwezig zijn de toegangspoort van de Oude rechtbank in de Oude Boteringestraat en het poortje van het Rode Weeshuis.
Verbeteringen aan het toenmalige Raad- en wijnhuis zijn met de sloop van dat gebouw verloren gegaan. Wat wel bewaard is gebleven is het herstel van de Martinitoren. Deze was na de brand in 1577 min of meer onthoofd. Dat herstel vond pas plaats vanaf 1627. De herbouw van de spits werd uitgevoerd in achtzijdige geledingen in hout met koper bekleed. Ook de pijnappel in de top werd door Peters toegevoegd.
Peters was ook actief buiten de stad. Vaststaat in ieder geval dat hij verantwoordelijk is voor de bouw van de nieuwe kerk in Grijpskerk nadat de oude kerk daar was verwoest door het geweld van de Tachtigjarige Oorlog.

## Galerij

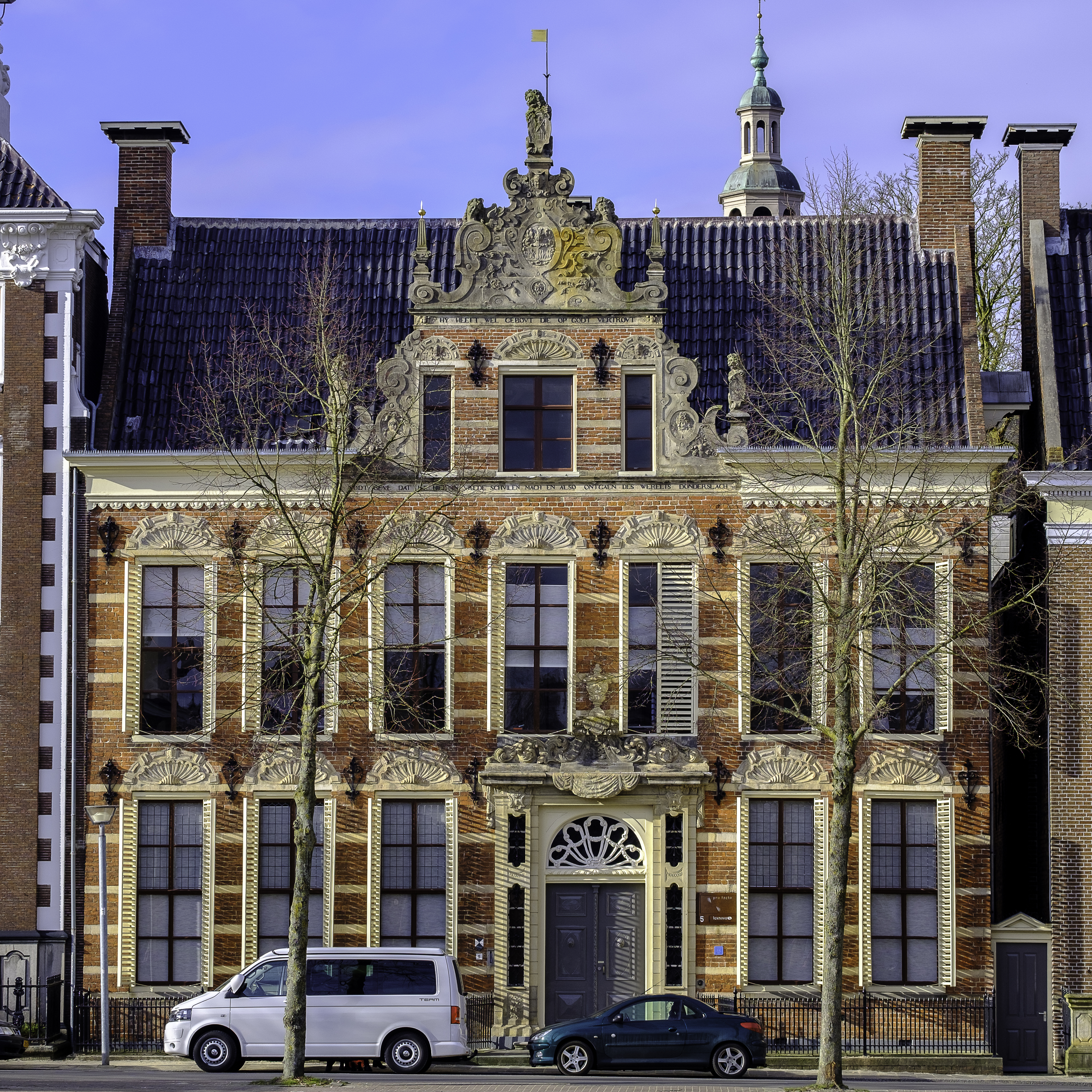
Ossenmarkt 5
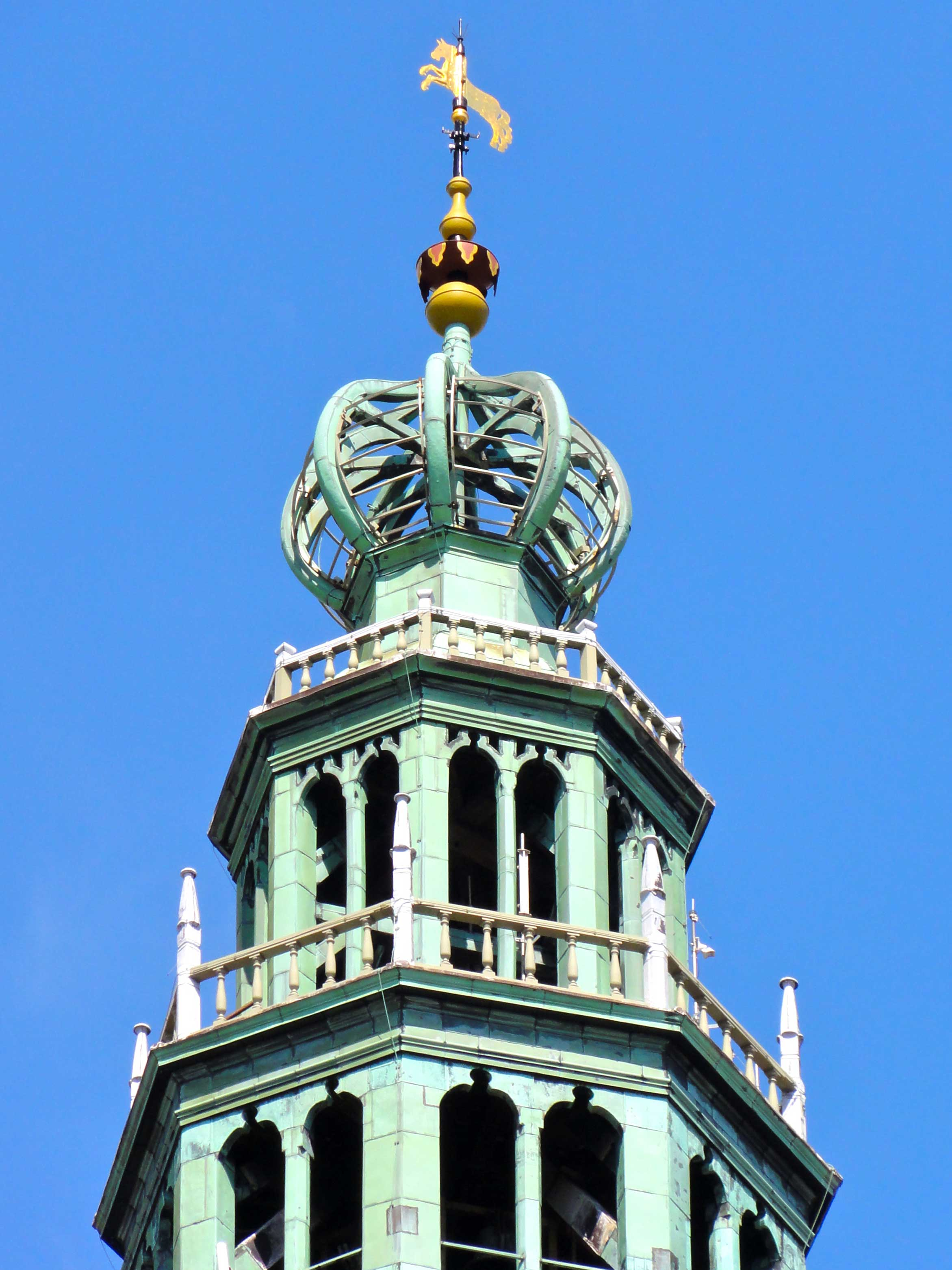
Vernieuwde spits Martinitoren
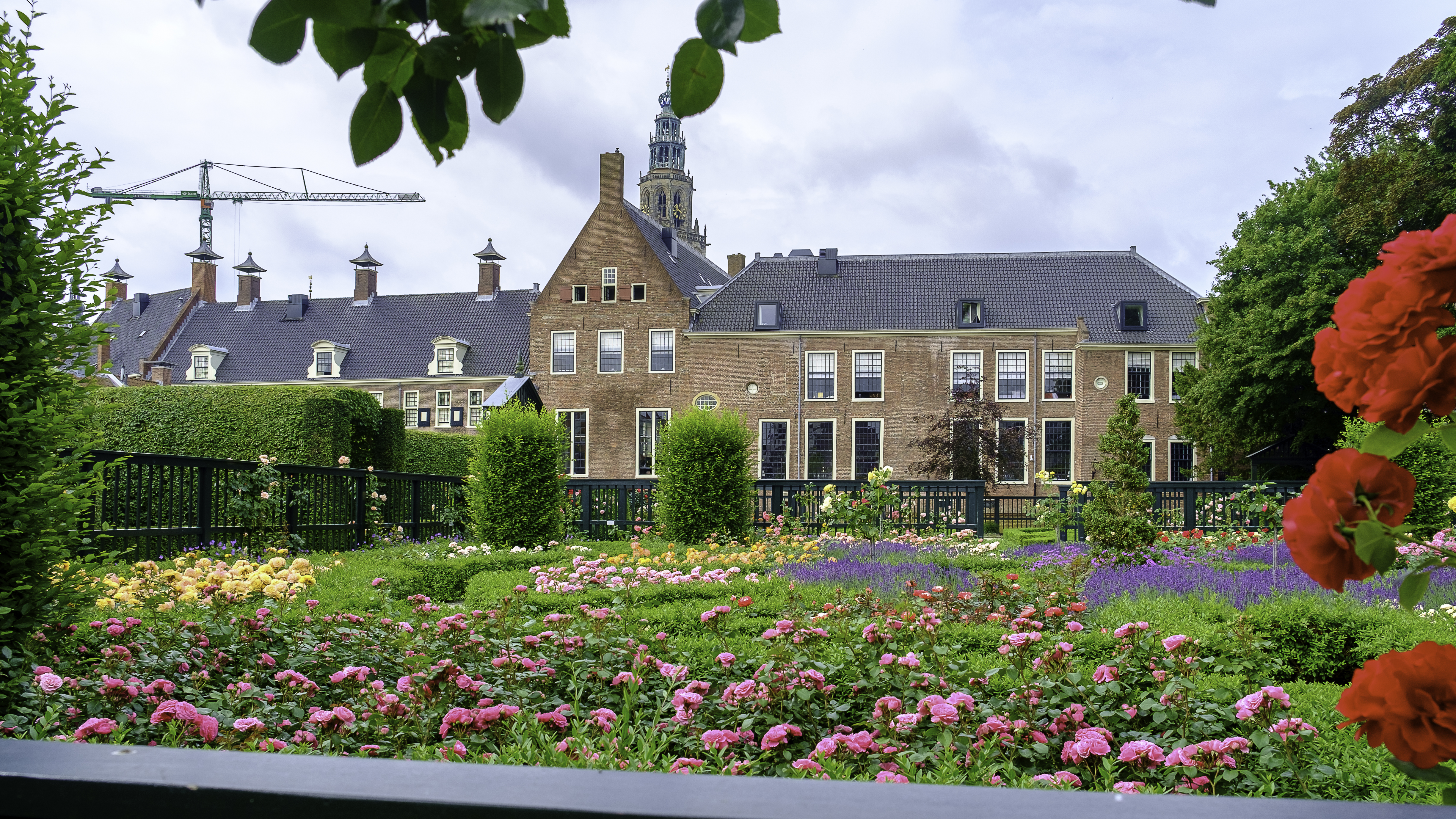
Prinsentuin
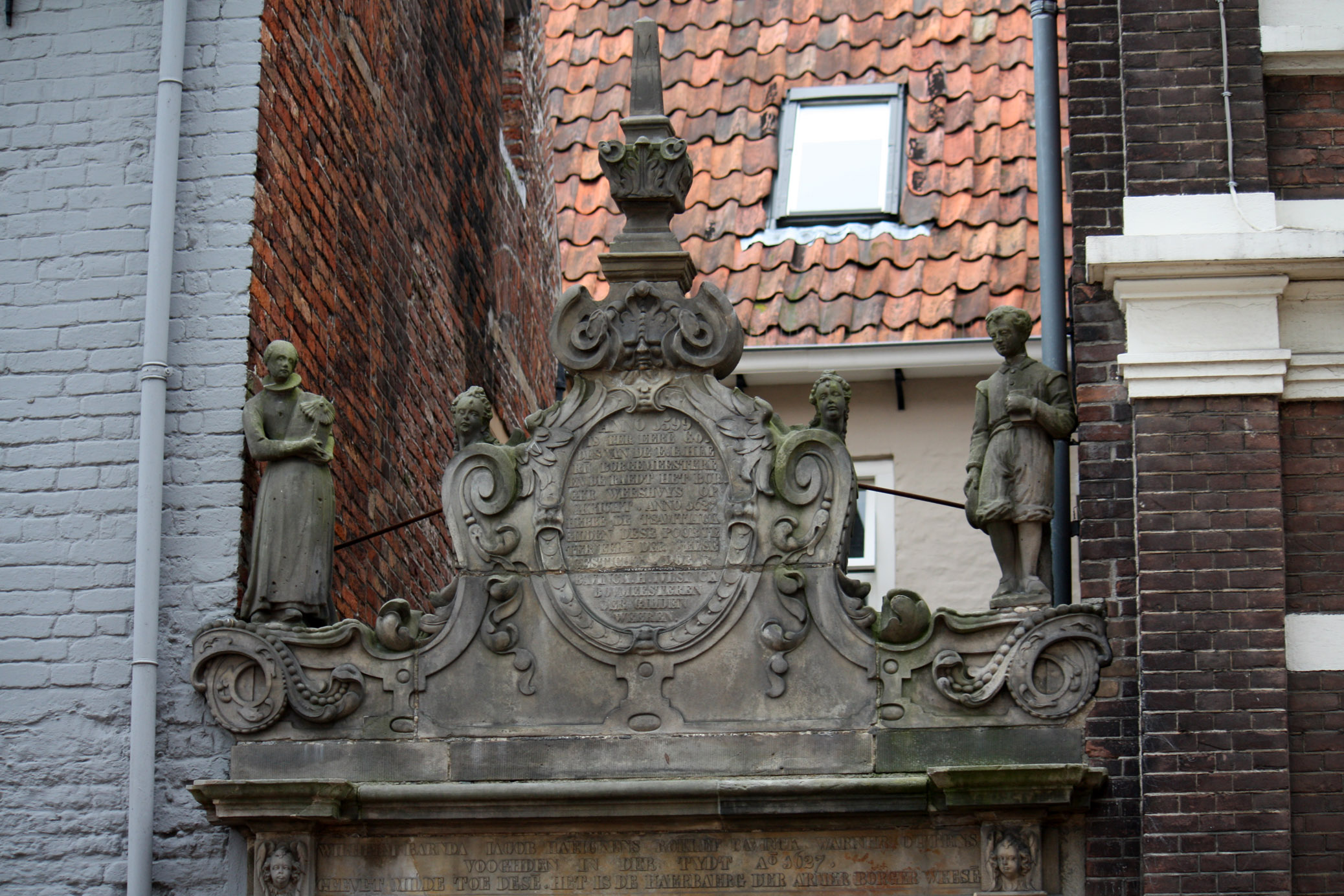
Poort Rode Weeshuis
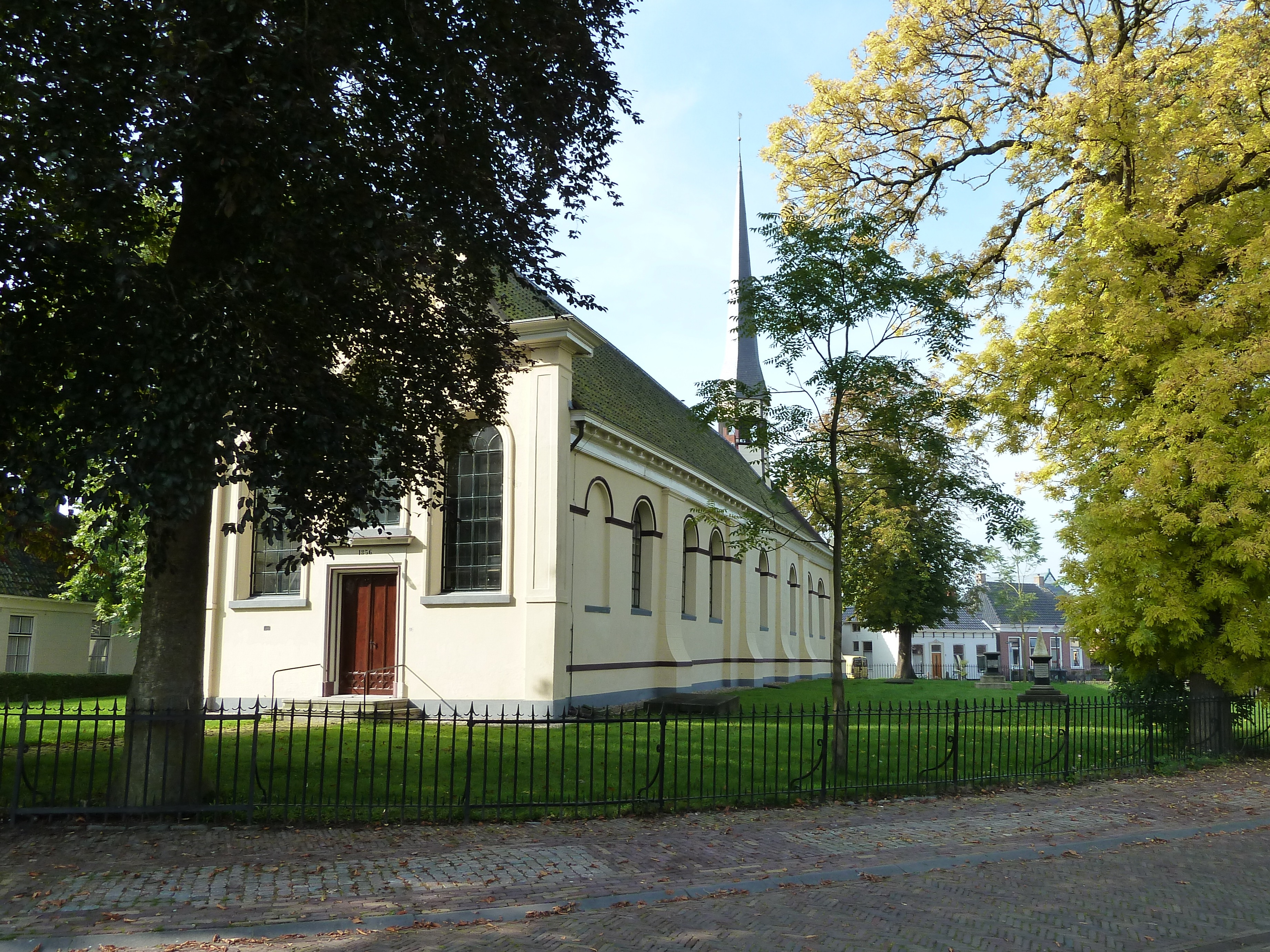
Kerk van Grijpskerk

- RKD-Nederlands Instituut voor Kunstgeschiedenis: 469365